# 南渓河
南渓河（なんけいが）は紅河の支流である。中華人民共和国を流れベトナムラオカイ市付近で紅河に合流する。全長は169.2キロメートルで、このうち合流点付近の9.2キロメートルが中華人民共和国とベトナムの国境になっている。この川に沿って昆明とハノイを結ぶ昆河線がフランスにより引かれた。観光スポットの南渓河風景区がある。